# Oliheň (hra)

Diagram znázorňující hrací pole. Skládá se z pěti oblastí:
(1) Útočný domek
(2) Oblast prosazení obrany
(3) Obranný domek
(4) Oblast prosazení útoku
(5) Mimo pole

Oliheň (korejsky 오징어, ojingŏ) je dětská hra, jež se hrává v Jižní Koreji. Název hry je odvozen od tvaru hrací plochy nakreslené na zemi, která připomíná tvar olihně. Existují regionální varianty názvu, například „oliheň gaisan“ (přičemž gaisan je považován za variaci japonského slova kaisen 開戦, „začít válku“) nebo „oliheň takkari“. Jedná se o hru pro více hráčů, jež je rozdělena na dva týmy, útočný a obranný. Hlavní cíle jsou dva, buď aby útočníci dosáhli cíle útoku, nebo aby se týmy navzájem vyhladily.

## Hratelnost
Existuje více verzí pravidel pro různé oblasti a skupiny. Regionální názvy se liší.

### Obecné prvky pravidel
Domovské základny jednotlivých týmů se nazývají „domy“ (집 chip). Horní kruh je domkem pro útočící tým (oblast 1), zatímco prostřední trojúhelník a spodní obdélník jsou domky pro bránící tým (oblast 3). Obrázek, který tvoří hrací plochu, vyjma oblasti 1, se nazývá „oliheň“.
Úkolem útočícího týmu je opustit svůj dům a přesunout se mimo oliheň kolem dokola ke spodní „bráně“ obranného domu (na obrázku je zobrazena otevřená ve spodní části oblasti 3), vstoupit bránou do olihně a poté projít obranným domem (oblast 3) do průsečíku útočného a obranného domu (oblast 2). Cílem obránců je zlikvidovat všechny útočící hráče dříve, než se útočníkům podaří dosáhnout tohoto cíle. K vítězství celého útočícího týmu stačí, aby se do oblasti 2 dostal pouze jeden útočník (po průchodu oblastí 3).
Útočící hráči se musí pohybovat pouze poskakováním na jedné noze, dokud se „neprosadí“ přeskočením tenké mezery mezi dvěma zónami pro postup. V některých variantách však mohou útočníci používat obě nohy, když stojí na postupových zónách (oblast 4), i když ještě nepřekročili mezeru. Jakmile postoupí, mohou použít obě nohy v olihni nebo mimo ni. Bránící hráči mohou oliheň opustit brankou, ale musí skákat na jedné noze, dokud opět nevstoupí do olihně. Obránci nemohou za takové situace postoupit.
Hráči jsou vyřazeni, když vstoupí do olihně nebo z ní vystoupí na jiném místě než u brány. Hráči se mohou dostat za hranici olihně, ale jsou vyřazeni, pokud se jakoukoli částí těla dotknou země na druhé straně hranice (včetně dotyku samotné hranice). Prosazovací zóny (oblast 4) se počítají jako vnější strana olihně, avšak mezera mezi oběma prosazovacími oblastmi je uvnitř olihně. Hráči jsou také vyřazeni, pokud použijí dvě nohy, ačkoliv smí použít pouze jednu, nebo pokud se dotknou země jakoukoli jinou částí těla (tj. spadnou). Strkání, chytání a tahání soupeřů je povoleno. Útočníci mohou vyhrát, pokud všechny obránce strčí nebo stáhnou na zem a/nebo z olihně.

### Regionální varianty
Jelikož se hra hraje neformálně mezi dětmi, neexistují žádná oficiální pravidla a jejich společné rysy jsou doloženy hlavně prostřednictvím více lidí, kteří ji v dětství hráli. Přesto uvádíme několik příkladů regionálních odlišností pravidel.

#### Regionální názvy
V některých částech Pusan Geoje a dalších oblastech v jižní provincii Kyungsang se tato hra nazývá ojingeo dalguji. V oblasti Jongno se hra nazývá ojingeo po, v okrese Songpa ojingeo isang, v provincii Daegu Gyeonggi a jižním Soulu ojingeo gaisan.

#### Oliheňttaeng(Pusan)
Oliheň ttaeng (오징어땡 ojingeo ttaeng) je regionální varianta hry, která je populární v Pusanu. Obvykle se jí účastní deset a více osob. Předpokládá se, že původ hry je ovlivněn jednak velkým výskytem olihní ve vodách kolem ostrova Gadeokdo, jednak oblibou olihní jako svačiny mezi místními dětmi. Hra začíná rozdělením dvou týmů, přičemž v každém týmu musí být nejméně deset lidí. Vylosuje se oliheň s pětiúhelníkovým tělem a kulatým ocasem. Tým, který ve hře kámen, nůžky, papír zvítězí, se stává obranným týmem a tým, který prohraje, se stává útočným týmem. Pokud se útočný tým dostane k domu obranného týmu a zakřičí Ttaeng! (땡!, zvuk zvonu), hru vyhrává útočící tým a oba týmy si vymění strany.

#### Hra na sjednocení olihní
Hra na sjednocení chobotnic (오징어통일놀이 ojingeo tongilnoli) je regionální varianta hry na oliheň, která vznikla v Haenamu. Hra údajně pochází z období Tří království Koreje, kdy království válčila o půdu. V této verzi se oblast, které musí útočící tým dosáhnout při průlomu obrany obranného týmu, nazývá „oblast sjednocení“.

##### Ojingeo dalguji
V této variantě se povýšená osoba nazývá cheolin (철, „železný muž“). Hra začíná, když útočící tým zakřičí Ojingeo! (오징어!, „Oliheň!“) a obranný tým odpoví Dalguji! (달구지!, „Vozík!“).

## V populární kultuře
Streamovaný televizní seriál Hra na oliheň (2021) na platformě Netflix je pojmenován podle této dětské hry, avšak obsahuje verzi se smrtícími kolíky. V seriálu se pro povýšenou osobu používá výraz „inspector royal“ (암행어사 amhaengŏsa).